# شورای اسلامی شهر سبزوار
شورای شهر سبزوار یک نهاد محلی قانون‌گذاری و نظارتی در سطح شهر سبزوار است که در حال حاضر ۹ نفر عضو دارد و متشکل از ۶ کمیسیون است. اعضای آن با رأی مستقیم مردم و به صورت دسته‌جمعی انتخاب می‌شوند. مهم‌ترین وظایف شورا انتخاب شهردار، تصویب بودجهٔ شهرداری، تلاش برای شناسایی و حل مشکلات شهری، و نظارت بر امور شهرداری و سایر سازمان‌های خدماتی در سطح شهر است. طبق پژوهش‌های انجام‌شده، اگرچه شهروندان سبزواری نقش شورا را در مدیریت شهری نسبتاً پررنگ می‌بینند، اعتماد ایشان به مجموعهٔ مدیریت شهری (شورا و شهرداری) پایین‌تر از حد متوسط است.

## انجمن شهر
پیش از انقلاب اسلامی، سبزوار دارای انجمن شهر بود. دست‌کم دو نمایندهٔ آخر حوزهٔ انتخابیهٔ سبزوار در مجلس شورای ملی، حسن متولی و کاظم اسکویی، سابقهٔ عضویت در انجمن شهر سبزوار را برای مدتی داشته‌اند. اسکویی در سال ۱۳۴۰، رئیس انجمن شهر سبزوار بود. پس از انقلاب اسلامی ۱۳۵۷، انجمن شهر تعطیل شد و تا زمان ریاست‌جمهوری سید محمد خاتمی، شهر سبزوار همچون سایر شهرهای ایران فاقد نهاد قانونگذاری و نظارتی محلی بود تا اینکه در سال ۱۳۷۷ با برگزاری انتخابات، نهاد قانونگذاری محلی این بار با نام «شورای اسلامی شهر» مجدداً فعال شد.

## انتخابات ۱۳۵۸
اولین انتخابات شورای شهر در سبزوار پس از انقلاب اسلامی در ۲۰ مهر ۱۳۵۸ برگزار شد. حسین شهرستانی، سید احمد کرابی، غلامرضا شریعتمداری، علی‌اکبر تبرایی، سید محمد قریشی، رضا تولایی، و عباس فاضلی هاشمی منتخبان سبزوار بودند.

## دورهٔ اول

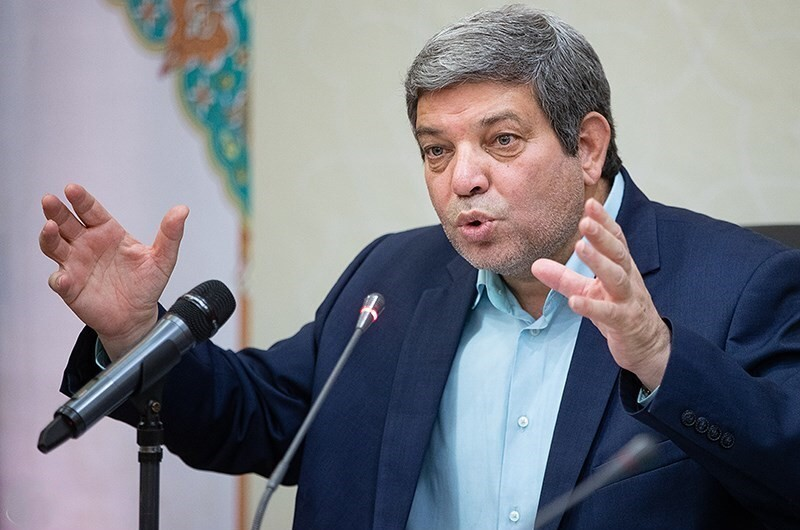
سید جواد حسینی که مدتی سرپرستی وزارت آموزش و پرورش را بر عهده داشت، با عضویت در شورا رسماً وارد عرصهٔ سیاست شد.

حدود ۲۰۰ نفر در اولین انتخابات شورای شهر سبزوار که ۷ اسفند ۱۳۷۷ برگزار شد نامزد شدند. محمدحسین ماستیانی، سید قاسم حسینی‌زاده، ژیلا آگاه، افسانه توکلی، محمد باقری سبزوار، سید جواد حسینی،  محمود فاضل اعضای اصلی دورهٔ اول شورا بودند.
انتقال پادگان سپاه به خارج از شهر، بازگشایی هتل شهرداری (مقر فعلی شورا و شهرداری منطقهٔ دو)، تأسیس مرکز سبزوارشناسی، فراهم کردن مقدمات احداث کارخانه سیمان، تدارک همایش نخبگان سبزوار برای سرمایه‌گذاری در شهر و تلاش برای پیگیری ایجاد استان خراسان غربی در بحبوحهٔ تقسیم استان خراسان از جملهٔ فعالیت‌های دورهٔ اول شورای شهر سبزوار بود. شورای اول مدت کوتاهی پس از آغاز به کار، سید محمد افتخار، شهردار وقت سبزوار، را در ۱۰ شهریور ۱۳۷۸ برکنار و تقریباً سه ماه بعد در ۱۵ آذر ۱۳۷۸ بهرام سیاوش‌پور را به سمت شهردار انتخاب کرد.

## دورهٔ دوم

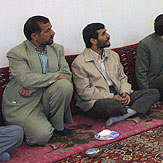
علی بروغنی (چپ) از معدود اعضای شورای شهر سبزوار بعد از انقلاب است که توانسته از سکوی شورا به کرسی مجلس دست یابد.

دورهٔ دوم شورای اسلامی شهر سبزوار ۷ عضو اصلی و ۵ عضو علی‌البدل داشت:
| دومین انتخابات شوراهای اسلامی (۹ اسفند ۱۳۸۱) | دومین انتخابات شوراهای اسلامی (۹ اسفند ۱۳۸۱) | دومین انتخابات شوراهای اسلامی (۹ اسفند ۱۳۸۱) |
| ردیف                                         | نام                                          | عضویت                                        |
| -------------------------------------------- | -------------------------------------------- | -------------------------------------------- |
| ۱                                            | سید محمد افتخار                              | اصلی                                         |
| ۲                                            | جواد علیکردی                                 | اصلی                                         |
| ۳                                            | سید قاسم حسینی‌زاده                           | اصلی                                         |
| ۴                                            | سید عباس فاضل هاشمی                          | اصلی                                         |
| ۵                                            | علی بروغنی                                   | اصلی                                         |
| ۶                                            | عبدالحسین کارگری                             | اصلی                                         |
| ۷                                            | مقیسه                                        | اصلی                                         |
| ۸                                            | بیژن دولت‌آبادی                               | علی‌البدل                                     |
| ۹                                            | ژیلا آگاه                                    | علی‌البدل                                     |
| ۱۰                                           | جلال تعصبی                                   | علی‌البدل                                     |
| ۱۱                                           | محمدعلی محمدی                                | علی‌البدل                                     |
| ۱۲                                           | سیدعلی قریشی                                 | علی‌البدل                                     |

شورای دوم محمدرضا آغشته را در ۱۹ خرداد ۱۳۸۲ به عنوان شهردار جدید سبزوار برگزید.
جواد علیکردی، عضو شورا، با شکایت سپاه پاسداران به اتهام «تشویش اذهان عمومی و اهانت به مسئولان» به دو سال حبس و ۱۴۸ ضربه شلاق محکوم شد. به گفتهٔ علیکردی، از ۱۵ مورد اتهامی که به او وارد کرده بودند یکی تحصن در اعتراض به تغییر کاربری زمینی به مساحت ۱۱ هزار متر مربع از فضای سبز به مسکونی توسط شورا، یکی دیگر اهانت به مقامات کشوری در جریان مناظره‌ای در دانشگاه سبزوار، و دیگری حکومت نظامی خواندن فضای شهر در جریان ماجراهای تقسیم استان خراسان بود.

## دورهٔ سوم

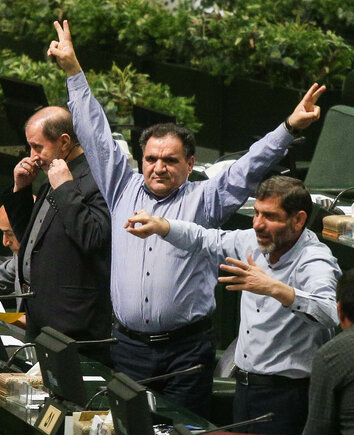
حسین مقصودی (وسط) که عضو علی‌البدل شورای سوم بود، با اقبال در میان اعضای اصلی قرار گرفت. سپس به ریاست شورا رسید و در همان دوره، شورا را به مقصد شهرداری ترک کرد. با آغاز شورای چهارم صندلی شهردار را از دست داد، اما با کسب آرای شش‌رقمی به کرسی نمایندگی مجلس دست یافت. سرانجام در انتخابات مجلس یازدهم رد صلاحیت شد.

دورهٔ سوم شورای اسلامی شهر سبزوار ۷ عضو اصلی و ۵ عضو علی‌البدل داشت:
| سومین انتخابات شوراهای اسلامی (۲۴ آذر ۱۳۸۵) | سومین انتخابات شوراهای اسلامی (۲۴ آذر ۱۳۸۵) | سومین انتخابات شوراهای اسلامی (۲۴ آذر ۱۳۸۵) | سومین انتخابات شوراهای اسلامی (۲۴ آذر ۱۳۸۵) | سومین انتخابات شوراهای اسلامی (۲۴ آذر ۱۳۸۵)                                             |
| ردیف                                        | نام                                         | رأی                                         | عضویت                                       | ملاحظات                                                                                 |
| ------------------------------------------- | ------------------------------------------- | ------------------------------------------- | ------------------------------------------- | --------------------------------------------------------------------------------------- |
| ۱                                           | کاظم کرامت                                  | ۲۱٬۷۵۹                                      | اصلی                                        |                                                                                         |
| ۲                                           | علی بروغنی                                  | ۱۸٬۲۹۰                                      | اصلی                                        | نمایندهٔ مجلس شد و شورا را ترک کرد.                                                      |
| ۳                                           | علی ارغیانی                                 | ۱۷٬۰۱۴                                      | اصلی                                        | مدتی رئیس شورا                                                                          |
| ۴                                           | عبدالحسین کارگری                            | ۱۴٬۹۱۹                                      | اصلی                                        |                                                                                         |
| ۵                                           | جلال تعصبی                                  | ۱۳٬۰۲۴                                      | اصلی                                        |                                                                                         |
| ۶                                           | سید قاسم حسینی‌زاده                          | ۹٬۹۴۶                                       | اصلی                                        | ۳ سال و ۴ ماه ریاست شورا                                                                |
| ۷                                           | سید علی‌اصغر علوی                            | ۹٬۴۰۶                                       | اصلی                                        |                                                                                         |
| ۸                                           | حسین مقصودی                                 |                                             | علی‌البدل                                    | به جای علی بروغنی وارد شورا شد. سپس رئیس شورا شد. در نهایت شهردار شد و شورا را ترک کرد. |
| ۹                                           | حسین دولت‌آبادی                              |                                             | علی‌البدل                                    |                                                                                         |
| ۱۰                                          | حسن نعمت‌شاهی                                |                                             | علی‌البدل                                    | به جای حسین مقصودی وارد شورا شد.                                                        |

بعد از آنکه علی بروغنی برای شرکت در انتخابات دور هشتم مجلس شورای اسلامی از عضویت در شورای شهر استعفا کرد، حسین مقصودی جایگزین او شد. این دو نفر تنها اعضایی از شورای شهر سبزوار هستند که توانسته‌اند از کرسی پارلمان محلی به کرسی پارلمان ملی دست یابند. پس از انتخاب حسین مقصودی به عنوان شهردار سبزوار، حسن نعمت‌شاهی جایگزین او شد. اولویت با حسین دولت‌آبادی بود، ولی او حضور نیافت.
شورای سوم ابتدا محمد تولیت را به عنوان شهردار جدید سبزوار برگزید. اما خیلی زود (تقریباً چهار ماه و نیم بعد) محمود عیدی جایگزین او شد. محمود عیدی پس از ۳ سال فعالیت در بهمن ۱۳۸۹ استعفا کرد که پذیرفته شد. در نهایت حسین مقصودی که از میان اعضای علی‌البدل به اعضای اصلی شورا راه یافته و رئیس شورا نیز شده بود، به سِمَت شهردار دست یافت. تأسیس و راه‌اندازی موزهٔ سبزوار و خانه‌موزهٔ دفاع مقدس (خانهٔ محمد فرومندی) از جمله مصوبات شورای سوم بود.

## دورهٔ چهارم
دورهٔ چهارم شورای شهر سبزوار ۱۳ عضو اصلی و ۷ عضو علی‌البدل داشت:
| چهارمین انتخابات شوراهای اسلامی (۲۴ خرداد ۱۳۹۲) | چهارمین انتخابات شوراهای اسلامی (۲۴ خرداد ۱۳۹۲) | چهارمین انتخابات شوراهای اسلامی (۲۴ خرداد ۱۳۹۲) | چهارمین انتخابات شوراهای اسلامی (۲۴ خرداد ۱۳۹۲) | چهارمین انتخابات شوراهای اسلامی (۲۴ خرداد ۱۳۹۲) |
| ردیف                                            | نام                                             | رأی                                             | عضویت                                           | ملاحظات                                         |
| ----------------------------------------------- | ----------------------------------------------- | ----------------------------------------------- | ----------------------------------------------- | ----------------------------------------------- |
| ۱                                               | مهدی مقصودی                                     | ۲۳٬۹۵۸                                          | اصلی                                            |                                                 |
| ۲                                               | مسعود پسندیده                                   | ۱۹٬۶۲۰                                          | اصلی                                            |                                                 |
| ۳                                               | کاظم کرامت                                      | ۱۵٬۵۴۱                                          | اصلی                                            | رئیس اجلاسیهٔ دوم، سوم، و چهارم                  |
| ۴                                               | علی ارغیانی                                     | ۱۴٬۴۸۰                                          | اصلی                                            |                                                 |
| ۵                                               | سید قاسم حسینی‌زاده                              | ۱۴٬۳۱۰                                          | اصلی                                            | رئیس اجلاسیهٔ اول                                |
| ۶                                               | حسن نعمت‌شاهی                                    | ۱۴٬۲۶۲                                          | اصلی                                            |                                                 |
| ۷                                               | جلال تعصبی                                      | ۱۲٬۹۲۲                                          | اصلی                                            |                                                 |
| ۸                                               | اسدالله نورنهنگ                                 | ۱۲٬۵۱۸                                          | اصلی                                            |                                                 |
| ۹                                               | محمدرضا قلعه‌نوی                                 | ۱۲٬۱۴۹                                          | اصلی                                            |                                                 |
| ۱۰                                              | حسن زارعی                                       | ۱۲٬۰۸۲                                          | اصلی                                            |                                                 |
| ۱۱                                              | حسین بروغنی                                     | ۱۱٬۹۴۹                                          | اصلی                                            |                                                 |
| ۱۲                                              | عبدالحسین کارگری                                | ۱۰٬۹۹۲                                          | اصلی                                            |                                                 |
| ۱۳                                              | مهدی فوجی                                       | ۹٬۲۳۴                                           | اصلی                                            |                                                 |
| ۱۴                                              | کاظم ارشادی مقدم                                | ۹٬۱۴۳                                           | علی‌البدل                                        |                                                 |
| ۱۵                                              | قربانعلی کلمیشی                                 | ۹٬۰۶۸                                           | علی‌البدل                                        |                                                 |
| ۱۶                                              | علی‌اکبر فروغی مقدم                              | ۸٬۶۷۴                                           | علی‌البدل                                        |                                                 |
| ۱۷                                              | سید علی قریشی                                   | ۸٬۱۵۲                                           | علی‌البدل                                        |                                                 |
| ۱۸                                              | سید علی‌اصغر علوی                                | ۸٬۱۲۴                                           | علی‌البدل                                        |                                                 |
| ۱۹                                              | علی‌اصغر محمدی                                   | ۷٬۸۲۵                                           | علی‌البدل                                        |                                                 |
| ۲۰                                              | علی عظیم‌نسب                                     | ۷٬۲۸۵                                           | علی‌البدل                                        |                                                 |

شورای چهارم، در دومین جلسهٔ کاری‌اش، با ۷ رأی، به عدم ابقای حسین مقصودی، شهردار وقت سبزوار، رأی داد. بیش از چهار ماه طول کشید تا بالاخره پس از کش‌وقوس‌های فراوان شورای شهر در دی ۱۳۹۲، محمدعلی طالبی را به عنوان شهردار جدید انتخاب کند. اسفند ۱۳۹۴ همزمان با طرح سؤالِ شورای شهر از شهردار، طالبی استعفا کرد که بعداً آن را پس گرفت. اردیبهشت ۱۳۹۵ پس از انتشار مصاحبه‌ای با طالبی در خبرگزاری تسنیم که در آن به نقل از طالبی، شورای شهر سبزوار به «منفعت‌طلبی» متهم شده بود، شهردار استیضاح شد ولی در سمتش باقی ماند. تیر ۱۳۹۵ طالبی برای بار دوم استعفا کرد که از جانب شورا پذیرفته شد. فردای همان روز سید علی کوشکی با ۱۳ رأی موافق به عنوان شهردار جدید سبزوار انتخاب شد.
نه اردیبهشت ۱۳۹۳، به مناسبت روز شوراها، مقر شورای شهر سبزوار از ساختمانی در خیابان قائم به هتل قدیم شهرداری واقع در خیابان اسدآبادی تغییر کرد.
جلال تعصبی، از اعضای شورا، دورهٔ چهارم را گرفتار «گروه‌بندی و لج‌بازی» و درگیر حاشیه‌ها دانست که ثمری «جز ایجاد دلسردی و استخفاف جایگاه شورا و از همه مهمتر سلب اعتماد مردم از مسئولان» ندارد. مهدی مقصودی، عضو شورا، نیز شورای شهر را شورای شهرداری خواند و ضمن انتقاد شدید از مصوبه‌های کذایی و غیرقانونی شورا گفت «با این وضعیت اگر شورا تعطیل شود بهتر است». مجلهٔ اینترنتی اسرارنامه نیز، از «مرگ تدریجی شورای شهر در نتیجه اقدامات تندروانه یک اقلیت مستبد در برابر اکثریت منفعل» خبر داد. طرح جامع فرهنگی شهر و ایجاد باغ‌موزهٔ دفاع مقدس از جمله مصوبات شورای چهارم بود.
در آذر ۱۳۹۶ و پس از اتمام دورهٔ چهارم شورا، مسعود پسندیده، عضو شورای جدید و قدیم، به خاطر «بی‌عرضه» خواندن احمد برادران، فرماندار شهرستان سبزوار، در یکی از جلسات شورای چهارم ابتدا به ۱۰۰ روز حبس و سپس دو ماه حبس محکوم شد.

## دورهٔ پنجم

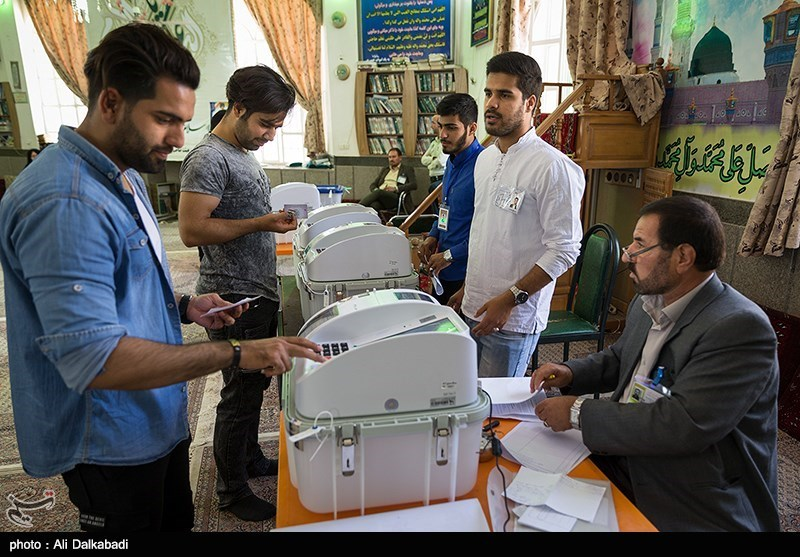
انتخابات شورای شهر پنجم، اولین رأی‌گیری الکترونیکی در سبزوار

دورهٔ پنجم شورای اسلامی شهر سبزوار ۹ عضو اصلی و ۶ عضو علی‌البدل دارد:
| پنجمین انتخابات شوراهای اسلامی (۲۹ اردیبهشت ۱۳۹۶) | پنجمین انتخابات شوراهای اسلامی (۲۹ اردیبهشت ۱۳۹۶) | پنجمین انتخابات شوراهای اسلامی (۲۹ اردیبهشت ۱۳۹۶) | پنجمین انتخابات شوراهای اسلامی (۲۹ اردیبهشت ۱۳۹۶) | پنجمین انتخابات شوراهای اسلامی (۲۹ اردیبهشت ۱۳۹۶)                  |
| ردیف                                              | نام                                               | رأی                                               | عضویت                                             | ملاحظات                                                            |
| ------------------------------------------------- | ------------------------------------------------- | ------------------------------------------------- | ------------------------------------------------- | ------------------------------------------------------------------ |
| ۱                                                 | قربانعلی کَلمیشی                                   | ۱۹٬۶۰۲                                            | اصلی                                              | رئیس اجلاسیهٔ سوم، دو ماه مانده به پایان ریاست، از شورا استعفا کرد. |
| ۲                                                 | علی‌اکبر فروغی                                     | ۱۶٬۱۰۳                                            | اصلی                                              |                                                                    |
| ۳                                                 | علی‌اصغر محمدی                                     | ۱۲٬۳۹۱                                            | اصلی                                              | رئیس اجلاسیهٔ دوم و دو ماه آخر اجلاسیهٔ سوم                          |
| ۴                                                 | زهرا بخشی                                         | ۱۲٬۰۴۴                                            | اصلی                                              |                                                                    |
| ۵                                                 | علی ارغیانی                                       | ۱۱٬۲۱۷                                            | اصلی                                              |                                                                    |
| ۶                                                 | مسعود پسندیده                                     | ۱۱٬۰۱۱                                            | اصلی                                              | چهارده ماه مانده به پایان دوره، از شورا استعفا کرد.                |
| ۷                                                 | ذبیح‌الله آرمین                                    | ۱۰٬۶۹۳                                            | اصلی                                              |                                                                    |
| ۸                                                 | کاظم کرامت                                        | ۱۰٬۳۴۵                                            | اصلی                                              | رئیس اجلاسیهٔ اول                                                   |
| ۹                                                 | حسین بروغنی                                       | ۱۰٬۳۱۳                                            | اصلی                                              |                                                                    |
| ۱۰                                                | مهدی مقصودی                                       | ۱۰٬۲۰۷                                            | علی‌البدل                                          | ۲ تیر ۱۳۹۹ عضو اصلی شد.                                            |
| ۱۱                                                | حسن زارعی                                         | ۹٬۹۸۰                                             | علی‌البدل                                          | ۲ تیر ۱۳۹۹ عضو اصلی شد.                                            |
| ۱۲                                                | سید ابوالفضل حسینی                                | ۹٬۷۳۵                                             | علی‌البدل                                          |                                                                    |
| ۱۳                                                | جلال تعصبی                                        | ۹٬۲۶۸                                             | علی‌البدل                                          |                                                                    |
| ۱۴                                                | مهدی فوجی                                         | ۹٬۲۴۲                                             | علی‌البدل                                          |                                                                    |
| ۱۵                                                | حسن ساجدی‌فر                                       | ۹٬۰۰۵                                             | علی‌البدل                                          |                                                                    |

این دوره، اولین دوره‌ای بود که انتخابات آن به صورت الکترونیک برگزار شد. حدود ۴۰ نفر از نامزدان به نتایج انتخابات اعتراض کردند، از جمله کاظم کرامت، رئیس شورای چهارم که گفت «خیلی از رأی‌های این دوره بوی ماکارانی [کذا]، روغن و پول» می‌داد و از کاهش مشارکت به خاطر برگزاری انتخابات به صورت الکترونیک و از بین رفتن اصل رأی‌گیری مخفی گله کرد. رئیس هیئت نظارت بر انتخابات نیز از احتمال ابطال انتخابات سخن به میان آورد. در نهایت صحت انتخابات تأیید شد. زهرا بخشی پس از افسانه توکلی و ژیلا آگاه سومین زنی بود که عضو شورای شهر سبزوار شد تا پس از بیش از یک دهه، شورای شهر سبزوار از حالت تک‌جنسیتی خارج شود. هفت نفر از اعضای منتخب، حامی دولت حسن روحانی توصیف شدند.
شورای پنجم با ۸ رأی موافق، سید علی کوشکی را به عنوان شهردار سبزوار ابقا کرد. از میان ۵ نامزدی که شورای شهر معرفی کرد، ۴ نفر انصراف دادند و تنها کوشکی باقی ماند.
به نوشتهٔ علی ششتمدی، روزنامه‌نگار، جلسات شورای پنجم به صورت زنده از طریق اینستاگرام پخش می‌شوند، تصاویر جلسه ضبط می‌شود، و حضور خبرنگاران به‌راحتی امکان‌پذیر است که مجموعهٔ این اقدامات به افزایش شفافیت در شورای پنجم کمک کرده‌است. از سوی دیگر، عیان شدن میزان اختلاف‌ها، درگیری‌های لفظی، ناتمام ماندن جلسات، غیبت اعضا، امتناع شهردار از حضور در جلسات برای پاسخگویی و سایر حواشی و جنجال‌ها، شورای پنجم را در مرکز توجه‌ها قرار داده‌است. به عنوان مثال، مسعود پسندیده، رئیس کمیسیون فرهنگی، اجتماعی و گردشگری شورا، متمم بودجهٔ ۱۳۹۸ شهرداری سبزوار را در اول اردیبهشت ۱۳۹۹ به دلیل حرکت نکردن شهرداری در راستای مصوبات شورای شهر در صحن علنی شورا آتش زد. حذف هزینهٔ پسماند، رونمایی از نخستین تقویم فرهنگی سبزوار، و خرید خانه‌های تاریخی از جمله سرای اولیاء از جمله مصوبات شورای پنجم بوده‌است. شورای شهر سبزوار در مرداد ۱۳۹۸ خیابان تازه‌تأسیسی در این شهر را به یاد رمان معروف محمود دولت‌آبادی، «کلیدر» نامگذاری کرد. اهمیت این موضوع در این است که در سال ۱۳۹۳ عده‌ای خودسر عکس‌ها، پوسترها و دیگر نشانه‌های دولت‌آبادی را که قرار بود برای شرکت در مراسمی به زادگاهش برگردد پاره کرده و او را رانده بودند.
در مرداد ۱۳۹۸، مسعود پسندیده، عضو شورا، به دلیل تشویش اذهان عمومی، توهین به مسئولان و «استفادهٔ غیرمجاز از اموال عمومی» به ۶ ماه حبس، شلاق و جزای نقدی محکوم شد، هرچند در همان ماه به مناسب فرارسیدن عید غدیر خم مورد عفو رهبری قرار گرفت. او علت محکومیتش را اعتراض به لغو کنسرت سالار عقیلی پس از اخذ مجوز و فروش بلیت‌ها و انتقاد از فرماندار طی مصاحبه با یکی از نشریات محلی شهر اعلام کرد که منجر به ۶ ماه حبس شد که به مدت ۳ سال به تعلیق درآمد، ولی پس از مشاجرهٔ لفظی‌اش با معاون شهردار در یکی از جلسات مربوط به بودجهٔ شهرداری با شکایت شخص حقیقی فعال شد.

## دورهٔ ششم
این دورهٔ، ۹ عضو اصلی و ۳ عضو علی‌البدل دارد:
| ردیف | نام                 | رأی    | عضویت |
| ---- | ------------------- | ------ | ----- |
| ۱    | امین‌الله مظلوم      | ۱۰٬۷۶۰ |       |
| ۲    | حسین بروغنی         | ۱۰٬۵۹۷ |       |
| ۳    | غلامعلی صبوری زاده  | ۸٬۸۸۰  |       |
| ۴    | علی ارغیانی         | ۸٬۴۴۹  |       |
| ۵    | ابراهیم ابراهیم‌نژاد | ۸٬۳۵۸  |       |
| ۶    | ذبیح‌الله آرمین      | ۸٬۲۵۹  |       |
| ۷    | وحید ملوندی نیکو    | ۶٬۹۳۰  |       |
| ۸    | حسین بروغنی         | ۵٬۹۰۲  |       |
| ۹    | رضا روشنفکر         | ۵٬۸۸۴  |       |
| ۱۰   | حسن ساجدی فر        | ۵٬۸۱۱  |       |
| ۱۱   | جواد خلیلی دارینی   | ۵٬۵۵۲  |       |
| ۱۲   | مهدی مقصودی         | ۵٬۴۸۳  |       |

## کمیسیون‌ها
شورا در حال حاضر (دورهٔ پنجم) مرکب از شش کمیسیون است: ۱) برنامه، بودجه، و سرمایه‌گذاری؛ ۲) فرهنگی، اجتماعی، و گردشگری؛ ۳) توسعه و عمران شهری؛ ۴) حقوقی و املاک؛ ۵) حمل‌ونقل، ترافیک، و خدمات شهری؛ ۶) ایثار، مقاومت و امنیت. شرح وظایف کمیسیون‌ها از سوی شورا تدوین نشده و در ادوار مختلف تعداد آن‌ها کم و زیاد شده‌است. زمانی در دورهٔ چهارم دست‌کم ۱۱ کمیسیون در شورای شهر سبزوار فعال بود.

## رابطه با شهروندان
| شاخص اعتماد                             | میانگین |
| --------------------------------------- | ------- |
| اعتماد به شهرداری و شورای شهر           | ۲٫۶۷    |
| منصفانه بودن عوارض و سایر وجوه اخذشده   | ۲٫۶۹    |
| هزینهٔ صحیح منابع مالی                   | ۲٫۳۹    |
| نقش شورای شهر در مدیریت شهری            | ۳٫۴۵    |
| پایبندی اعضای شورا به وعده‌های انتخاباتی | ۲٫۷۲    |

بر پایهٔ پژوهشی که در سال‌های ۱۳۸۷ و ۱۳۹۰ دربارهٔ سرمایهٔ اجتماعی در شهر سبزوار انجام گرفت، دو متغیر میزان تحصیلات و مدت اقامت در شهر رابطهٔ معنادار و معکوس با متغیر اعتماد به شورای شهر داشتند. همچنین، بومیان نسبت به مهاجران و افراد دارای مسکن مِلکی (خریداری‌شده) نسبت به افراد دارای مسکن پدری (به‌ارث‌رسیده) کمتر به شورای شهر اعتماد داشتند. توجیه نویسندگان مقاله این بوده که افراد خانه‌دار در جریان خرید یا ساخت واحد مسکونی احتمالاً مجبور به مراجعه به شهرداری و پرداخت عوارض یا جریمه شده‌اند و این امر را عادلانه نپنداشته‌اند. طبق این پژوهش، همان‌طور که در جدول مقابل دیده می‌شود، میانگین نمره (از ۱ تا ۵) اعتماد شهروندان سبزواری نسبت به مدیریت شهری (شهرداری و شورای شهر) پایین‌تر از حد متوسط (۳) است، به استثنای شاخص نقش شورا که میانگین نمره‌اش بالاتر از ۳ است. به اعتقاد پژوهندگان، «شاید یکی از دلایل این امر ناآگاهی شهروندان از دامنهٔ فعالیت شورای شهر و نحوهٔ ارتباط آن با شهرداری» باشد. مقایسهٔ این نمرات در سال‌های ۱۳۸۷ و ۱۳۹۰، نشان‌دهندهٔ بهبود نسبی اعتماد با مرور زمان است، به‌گونه‌ای که ظرف ۳ سال از ۲٫۴۳ به ۲٫۶۹ افزایش یافته‌است. درصد بالایی از شهروندان سبزواری حاضر به پرداخت به‌موقع و رضایتمندانهٔ مالیات، عوارض نوسازی، و جریمه‌های ساخت‌وساز شهری نیستند: فقط ۳۳ درصد ایشان عوارض و مالیات را در موعد مقرر و با رضایت می‌پردازند؛ ۳۷ درصد در موعد مقرر ولی با اکراه؛ ۱۵ درصد با اکراه و با تأخیر؛ و ۱۳ درصد فقط در صورت اجبار. در نهایت نتیجه گرفته شده‌است در سبزوار برخلاف کشورهای صنعتی پیشرفته، دارایی اجتماعی و منابع اجتماعی–اقتصادی شهروندان با سرمایهٔ اجتماعی‌شان نسبت معکوس دارد. هرچه شهروندان تحصیلکرده‌تر و پردرآمدتر باشند، به‌ویژه اگر صاحب‌ملک و متعلق به طبقات اجتماعی بالاتر باشند، و به قولی آگاهی و شناخت بیشتری از دیگری (خواه مردم، خواه نهادها) داشته و بیشتر با امور شهری درگیر باشند، نسبت به مدیریت شهری بی‌اعتمادتر هستند. حتی مهاجران نسبت به بومیان و روستازادگان نسبت به شهرزادگان سرمایهٔ اجتماعی بالاتری دارند.
پژوهشی دیگر در سال ۱۳۹۶ دربارهٔ آگاهی از حقوق شهری در سبزوار به این نتیجه رسیده‌است که شهروندان سبزواری نسبت به حقوق شهری خود اطلاعات کافی ندارند، بنابراین نمی‌توانند نقش شهروندی فعال (نظارت و مطالبه‌گری) را به‌درستی ایفا کنند. میزان اطلاعات شهروندان سبزواری از منابع درآمد شهرداری؛ روندها و ساختار اداری در سازمان‌ها و نهادهای مدیریت شهری؛ قوانین انتخاباتی شورای شهر؛ مادهٔ ۱۰۰ قانون شهرداری (مربوط به ساخت‌وسازهای شهری)؛ قوانین مربوط به عدم اشغال پیاده‌روها؛ قوانین مربوط به نگهداری، تعمیر، و احداث مکان‌های عمومی؛ وظایف نهادهای شهرداری و شورای شهر در قبال شهروندان؛ و تکالیف شهروندان در قبال نهادهای مدیریت شهری (شهرداری، شورای شهر، و نهادهای دولتی) پایین بود. مؤلفه‌های شهروندی فعال از جمله حضور در تشکل‌های مردمی و مشارکت در فعالیت‌های داوطلبانه؛ همکاری با مسئولان و سایر شهروندان برای بهبود وضعیت محله و شهر؛ مکاتبه با مسئولان و پاسخگو نگه داشتن آنان؛ و شرکت آگاهانه و باتحقیق در انتخابات شورای شهر در سطح پایینی قرار دارد.

## شورای شهرستان
در حال حاضر دو نفر از اعضای شورای شهر سبزوار، به عنوان نمایندگان شهر سبزوار، در «شورای شهرستان سبزوار» عضویت دارند که خود شورایی ۷ نفره مرکب از نمایندگان شهر سبزوار، نمایندهٔ بخش مرکزی شهرستان، نمایندهٔ شهر ششتمد، نمایندهٔ بخش ششتمد، نمایندهٔ شهر روداب، و نمایندهٔ بخش روداب است. کاظم کرامت، جلال تعصبی، علی‌اکبر فروغی، و قربانعلی کلمیشی از شورای شهر سبزوار سابقهٔ عضویت در شورای شهرستان (نهاد فرادست) را داشته‌اند.